# Очерки русской культуры
«О́черки ру́сской культу́ры» — многотомное фундаментальное научное издание, посвящённое истории культуры России разных исторических эпох. Выходит в издательстве Московского университета.
С 1969 по 1990 год было издано десять томов «Очерков русской культуры», посвящённых эпохе Средневековья и раннего Нового времени (XIII—XVIII вв.). Главными редакторами издания были член-корр. АН СССР А. В. Арциховский, д.и.н. А. М. Сахаров, акад. Б. А. Рыбаков. В 1982 году авторский коллектив издания был удостоен Государственной премии СССР в области науки.
В 1998—2005 годах лабораторией истории русской культуры исторического факультета МГУ при финансовой поддержке РГНФ были изданы «Очерки русской культуры XIX века» в шести томах. При поддержке научных фондов выпущены 2011-2016 гг. «Очерки русской культуры конца XIX — начала XX веков» в 3 тт.(руководитель проекта д.и.н. Л. В. Кошман). В 2022 г. издание продолжено томом "Очерки русской культуры. Начало XX века", посвященным общественно-культурной жизни России в годы Первой мировой войны.

## Список томов

### Очерки русской культуры XIII—XV веков
- Часть 1: Материальная культура. — М., 1969. — 479 с. — 4.000 экз.
- Часть 2: Духовная культура. — М., 1970. — 435 с. — 4.000 экз.

### Очерки русской культуры XVI века
- Часть 1: М., 1977. — 288 с. — 7.300 экз.
- Часть 2: М., 1977. — 444 с. — 12.570 экз.

### Очерки русской культуры XVII века
- Часть 1: М., 1979. — 350 с. — 9.150 экз.
- Часть 2: М., 1979. — 342 с. — 14.100 экз.

### Очерки русской культуры XVIII века
- Часть 1: М., 1985. — 384 с. — 12.260 экз. — ISBN отсутствует.
- Часть 2: М., 1987. — 408 с. — 11.100 экз. — ISBN отсутствует.
- Часть 3: М., 1988. — 400 с. — 14.150 экз. — ISBN 5-211-00161-3.
- Часть 4: М., 1990. — 382 с. — 20.000 экз. — ISBN 5-211-00279-2. (в пер.)

### Очерки русской культуры XIX века
- Том 1: Общественно-культурная среда. — М., 1998. — 384 с. — 2000 экз. — ISBN 5-211-03858-4.
- Том 2: Власть и культура. — М., 2000. — 480 с. — 2000 экз. — ISBN 5-211-03939-4.
- Том 3: Культурный потенциал общества. — М., 2001. — 640 с. — 2000 экз. — ISBN 5-211-04220-4.
- Том 4: Общественная мысль. — М., 2003. — 528 с. — 2000 экз. — ISBN 5-211-04574-2.
- Том 5: Художественная литература. Русский язык. — М., 2005. — 640 с. — 2000 экз. — ISBN 5-211-04834-2.
- Том 6: Художественная культура. — М., 2002. — 496 с. — 2000 экз. — ISBN 5-211-04477-0.

### Очерки русской культуры. Конец XIX — начало XX века
- Том 1: Общественно-культурная среда. — М., 2011. — 880 с. — 900 экз. — ISBN 978-5-211-05835-4.
- Том 2: Власть. Общество. Культура. — М., 2012. — 744 с. — 1000 экз. — ISBN 978-5-211-06235-1.
- Том 3: Художественная жизнь. — М.: РОССПЭН, 2016. — 928 с. — ISBN 978-5-8243-2056-5.

Очерки русской культуры. Начало XX века. – М. : Политическая энциклопедия, 2022. 807 с. : ил. 300 экз. ISBN 978-5-8243-2472-3